# Portul Timișoara

Portul Timișoara în 1960

Portul Timișoara se află amplasat pe Canalul Bega, fiind singurul din cele 30 de porturi interioare ale României care nu se află pe Dunăre.
În Timișoara, Canalul Bega intră pe la Sistemul Hidroenergetic Timișoara-Bega. Înainte de a ieși din oraș, pe partea stângă a canalului, se află un golf de mari dimensiuni în care întorc navele. Din nefericire golful se colmatează pe zi ce trece.
Atestarea documentară a portului datează de la 1860. Sediul portului era în cartierul Iosefin, pe malul stâng al Begăi, pe tronsonul aflat între Podul Muncii și Pasarela Gelu. Lungimea de mal unde puteau acosta șlepurile era de 450 de metri. Pe malul drept, pe la mijlocul acestui tronson, era situat Turnul de apă din Iosefin. Clădirea Căpitaniei se afla pe locul în care astăzi se găsește Palatul Ancher.
Căpitănia portului Timișoara s-a înființat în 1928. Ea gestiona activitatea din portul orașului și avea în subordine portul Otelec de unde, prin canal, se realiza legătura între Bega și Tisa, și Regensburg, iar apoi, prin transbordare pe Rin, până la Marea Nordului, facilitând transportul produselor agricole din Banat până la Viena, dar și pe coasta Adriaticii.
După cel de-al Doilea Război Mondial, navigația pe Bega s-a redus simțitor și, treptat, s-a renunțat la transportul de mărfuri pe canal. În anul 1960 acesta a fost complet întrerupt, iar șapte ani mai târziu au fost retrase din circulație și navele de pasageri.
În anul 2017 România a încheiat împreună cu Serbia și autoritățile Voivodinei un proiect transfrontalier pe fonduri europene pentru decolmatarea, ecologizarea și modernizarea Canalului Bega și a sistemelor hidrotehnice aferente, în scopul redeschiderii navigației comericale atât în Timișoara cât și spre Serbia și mai departe spre Dunăre, pe relația Dunăre-Main-Rhin. Termenul de finalizare este neestimat.